# Christian Rahn
Christian Rahn (* 15. Juni 1979 in Hamburg-Altona) ist ein ehemaliger deutscher Fußballspieler und heutiger Fußballtrainer.

## Karriere als Spieler

### Anfänge in Hamburg
Rahn, der sowohl auf der linken Mittelfeldposition als auch als Außenverteidiger links in der Viererkette spielen kann, begann mit dem Fußballspielen beim heimischen Altona 93 und wechselte noch als Jugendlicher 1994 zum FC St. Pauli. Dort durchlief er die Nachwuchsmannschaften, bis er am Ende der Saison 1996/97 in der Bundesliga zu seinen ersten beiden Kurzeinsätzen kam. Einen endgültigen Stammplatz in der Mannschaft erkämpfte sich Rahn innerhalb der Saison 1999/2000. In der darauffolgenden Spielzeit Saison 2000/01 stieg er mit dem FC St. Pauli in die Bundesliga auf. Es folgte eine Saison als Stammspieler in der Bundesliga, die jedoch in einem erneuten Abstieg endete. Höhepunkt dieser Saison war am 6. Februar 2002 der Sieg gegen den damaligen Weltpokalsieger FC Bayern München („Weltpokalsieger-Besieger“). Bei St. Pauli wurde Christian Rahn auch zum A-Nationalspieler.
Danach wechselte er 2002 zum Hamburger Lokalrivalen HSV. Nach einer langwierigen Knieverletzung konnte sich der Linksfüßer aber nicht durchsetzen. In der ersten Saison kam er nur auf neun Einsätze. In der zweiten Saison wurde er während der Rückrunde zum Stammspieler. In 22 Saison-Einsätzen erzielte Rahn sieben Tore, vier davon per Freistoß. Somit spielte sich Rahn auch wieder kurzzeitig in das Nationalteam zurück. Er konnte dieses Niveau allerdings nicht halten und wurde deshalb während der Saison 2004/05 von HSV-Trainer Thomas Doll dauerhaft aus der Stammelf genommen.

### Über Köln nach Rostock
Im Januar 2005 verließ Rahn den Hamburger SV und ging für eine Ablösesumme von 150.000 Euro zum 1. FC Köln in die 2. Bundesliga, mit dem er in die Bundesliga aufstieg. Anders als in der Aufstiegssaison spielte er in der inzwischen von Uwe Rapolder trainierten Mannschaft in der Defensivabteilung und hatte sich zeitweise einen Stammplatz als linker Verteidiger erkämpft. Dennoch gingen der 1. FC Köln und Rahn nach der Saison 2005/06 getrennte Wege.
Am 26. Juni 2006 absolvierte er ein Probetraining beim Zweitligisten TSV 1860 München, zu dem er nach eigenen Angaben unbedingt wechseln wollte. Offenbar scheiterte dieser Wechsel allerdings an den Gehaltsvorstellungen Rahns. Daraufhin absolvierte er die Saisonvorbereitung bei Hansa Rostock. Frank Pagelsdorf, sein früherer Trainer beim Hamburger SV, kam der Bitte des Spielers nach und setzte ihn auch in Testspielen ein. Obgleich eine Verpflichtung zunächst sowohl von Vereinsseite als auch durch Rahn ausgeschlossen wurde, meldete der FC Hansa am 28. Juli 2006 den Vertragsabschluss, wonach Rahn für zunächst zwei Jahre an der Ostseeküste verpflichtet wurde. Dort überzeugte er auf der linken Mittelfeldposition wieder mit guten Leistungen und trug dazu bei, dass Hansa Rostock die komplette Hinrunde ungeschlagen blieb. Auch den Aufstieg schaffte er mit Hansa Rostock und hatte daran Anteil mit zwei Freistoßtoren in den letzten beiden Partien. In der Folgesaison stieg er jedoch mit Rostock umgehend in die 2. Bundesliga ab. Nachdem Rostock in dieser während der Hinrunde 2008/09 erneut in Abstiegsgefahr geraten war, wurde Rahn zur Winterpause als einer von vier Spielern aus dem Kader der Ostseestädter gestrichen.

### Rahn bei Greuther Fürth und Jahn Regensburg
Anfang Januar 2009 unterschrieb Rahn einen Vertrag bis 2011 bei der SpVgg Greuther Fürth, der nach der Saison 2011/12 nicht verlängert wurde. Er nahm daraufhin am Trainingscamp der Vereinigung der Vertragsfußballspieler teil und unterschrieb am 2. August 2012 einen Einjahresvertrag beim Zweitligaaufsteiger SSV Jahn Regensburg. Nach der Saison ging er zurück zum FC St. Pauli, für den er in den Spielzeiten 2013/14 und 2014/15 in der U-23-Mannschaft auflief.

### Nationalmannschaft
Am 9. Mai 2002 debütierte Rahn bei einem 7:0-Sieg in einem Freundschaftsspiel im Rahmen der Vorbereitung zur Fußball-Weltmeisterschaft 2002 im Dreisamstadion in Freiburg im Breisgau gegen Kuwait in der deutschen Nationalmannschaft. Für das Aufgebot zur WM wurde er nicht nominiert. Am 31. März 2004 kam er zu seinem fünften und letzten Einsatz für die Nationalmannschaft beim 3:0-Sieg im Sportpark Müngersdorf in Köln gegen Belgien, bei dem er in der 84. Minute für Michael Ballack eingewechselt wurde. Rahn war ein Kandidat für einen Platz im deutschen Aufgebot zur Fußball-Europameisterschaft 2004, jedoch verletzte er sich kurzfristig und fiel aus.

## Wettbewerbsübersicht
| Bundesliga             | Bundesliga             | 117 | Spiele | 14 | Tore |
| 2. Liga                | 2. Liga                | 134 | Spiele | 8  | Tore |
| Regionalliga bis 2012  | Regionalliga bis 2012  | 30  | Spiele | 3  | Tore |
| Regionalliga nach 2012 | Regionalliga nach 2012 | 58  | Spiele | 2  | Tore |
| DFB-Pokal              | DFB-Pokal              | 16  | Spiele | 3  | Tore |
| Europapokal            | Europapokal            | 2   | Spiele | 0  | Tore |
| A-Team                 | A-Team                 | 5   | Spiele | 0  | Tore |
| U21-Team               | U21-Team               | 13  | Spiele | 2  | Tore |

## Karriere als Trainer
Zur Saison 2015/16 kehrte Rahn als Jugendtrainer für das Gebiet Defensive (Altersklassen U16 bis U19) zum HSV zurück. Zuvor war er auch als Co-Trainer bei der zweiten Mannschaft des FC St. Pauli tätig gewesen. Nachdem Josef Zinnbauer die Trainerposition bei der zweiten Mannschaft des Hamburger SV verlassen und dessen Co-Trainer Soner Uysal diese Aufgabe übernommen hatte, übernahm Rahn im September 2015 dessen Assistenz bis zum Ende der Saison 2015/16.
Zur Saison 2016/17 wurde Rahn Techniktrainer der HSV Jugendmannschaften. Im Oktober 2017 übernahm er zusätzlich als Cheftrainer die dritte HSV-Herrenmannschaft, die jedoch zum Breitensportangebot zählt. Am Ende der Saison 2017/18 stieg er mit der Mannschaft aus der fünftklassigen Oberliga Hamburg in die Landesliga Hamburg ab. Unter Rahn gelang der Dritten der direkte Wiederaufstieg in die Oberliga, in der sie in der Saison 2019/20 zum Zeitpunkt des Abbruchs aufgrund der COVID-19-Pandemie nach 24 Spielen auf dem 7. Platz stand. Zur Mannschaft gehörten die ehemaligen HSV-Profis Marcell Jansen und Piotr Trochowski. Seit 2019 absolvierte der gebürtige Hamburger parallel die Ausbildung zum Fußballlehrer an der Hennes-Weisweiler-Akademie und bestand diese Anfang August 2020.
Nach erhalt der Fußballlehrer-Lizenz war Rahn in der Saison 2020/21 Co-Trainer von Pit Reimers bei der zweiten Mannschaft des HSV, die in der viertklassigen Regionalliga Nord spielte. Zur Saison 2021/22 verließ Rahn das Nachwuchsleistungszentrum wieder und wurde im Amateurbereich Co-Trainer bei der dritten Mannschaft.
Christian Rahn wurde zur Saison 2022/23 Chef-Trainer des U19-Bundesliga-Teams von Hansa Rostock und beerbte damit Vorgänger Uwe Ehlers.